# Love You
Love You, ook wel The Beach Boys Love You, is het 21ste album van The Beach Boys. Het album werd volledig geschreven en geproduceerd door Brian Wilson. De oorspronkelijke naam ging Brian Loves You zijn, een solo-album. Tevens speelde hij bijna alle instrumenten op het album. Het album is herkenbaar door het innovatieve gebruik van synthesizers, de ruige stemmen van de bandleden en de kinderlijke teksten. Men noemt het ook een "punkalbum". De sessies waren de eerste keer dat Brian Wilson volledige controle had, sinds SMiLE (1967). Het kan bijna een solo-album genoemd worden.
Het album beïnvloedde punk, new wave en synthpop; en is daarmee een voorloper of pionier van de voorgenoemde stijlen. Het werd Brian Wilsons laatste album waarin buitenstaanders geen invloed hadden. Het was het laatste album dat hij schreef en produceerde, totdat hij werkte aan Brian Wilson, een soloalbum uit 1988. Een vervolg, Adult/Child werd gemaakt, maar werd niet uitgebracht door de platenmaatschappij.

## Liedjes
Alle nummers zijn van Brian Wilson, tenzij anders vermeld.
Kant A
1. "Let Us Go On This Way" (Brian Wilson/ Mike Love ) - 1:58
  - Carl Wilson en Mike Love doen de leadzang
2. "Roller Skating Child" - 2:17
  - Mike Love, Al Jardine en Brian Wilson doen de leadzang
3. "Mona" - 2:06
  - Dennis Wilson doet de leadzang
4. "Johnny Carson" - 2:47
  - Mike Love en Carl Wilson doen de leadzang
5. "Good Time" (Brian Wilson/ Al Jardine ) - 2:50
  - Al Jardine en Brian Wilson doen de leadzang
6. " Honkin' Down the Highway " - 2:48
  - Al Jardine doet de leadzang
7. "Ding Dang" (Brian Wilson/ Roger McGuinn ) - 0:57
  - Mike Love en Carl Wilson doen de leadzang

Kant B
1. "Solar System" - 2:49
  - Brian Wilson doet de leadzang
2. "The Night Was So Young" - 2:15
  - Carl Wilson doet de leadzang
3. "I'll Bet He's Nice" - 2:36
  - Dennis Wilson, Brian Wilson en Carl Wilson doen de leadzang
4. "Let's Put Our Hearts Together" - 2:14
  - Brian Wilson en Marilyn Wilson doen de leadzang
5. "I Wanna Pick You Up" - 2:39
  - Dennis Wilson en Brian Wilson doen de leadzang
6. "Airplane" - 3:05
  - Mike Love, Brian Wilson en Carl Wilson doen de leadzang
7. "Love Is A Woman" - 2:57
  - Mike Love, Brian Wilson en Al Jardine doen de leadzang